# يوناتان كوخ
جوناثان كوش (بالألمانية: Jonathan Koch)‏ هو مجدف ألماني، ولد في 29 أكتوبر 1985 في غيسن في ألمانيا.

## وصلات خارجية
- جوناثان كوش على موقع الاتحاد الدولي للتجديف (الإنجليزية)
- جوناثان كوش على موقع اللجنة الأولمبية الدولية (الإنجليزية)
- جوناثان كوش على موقع أوليمبيديا (الإنجليزية)
- جوناثان كوش على موقع اللجنة الأولمبية الألمانية (الألمانية)